# Salix helvetica
Salix helvetica är en videväxtart som beskrevs av Dominique Villars. Salix helvetica ingår i släktet viden, och familjen videväxter. Inga underarter finns listade i Catalogue of Life.

## Bildgalleri

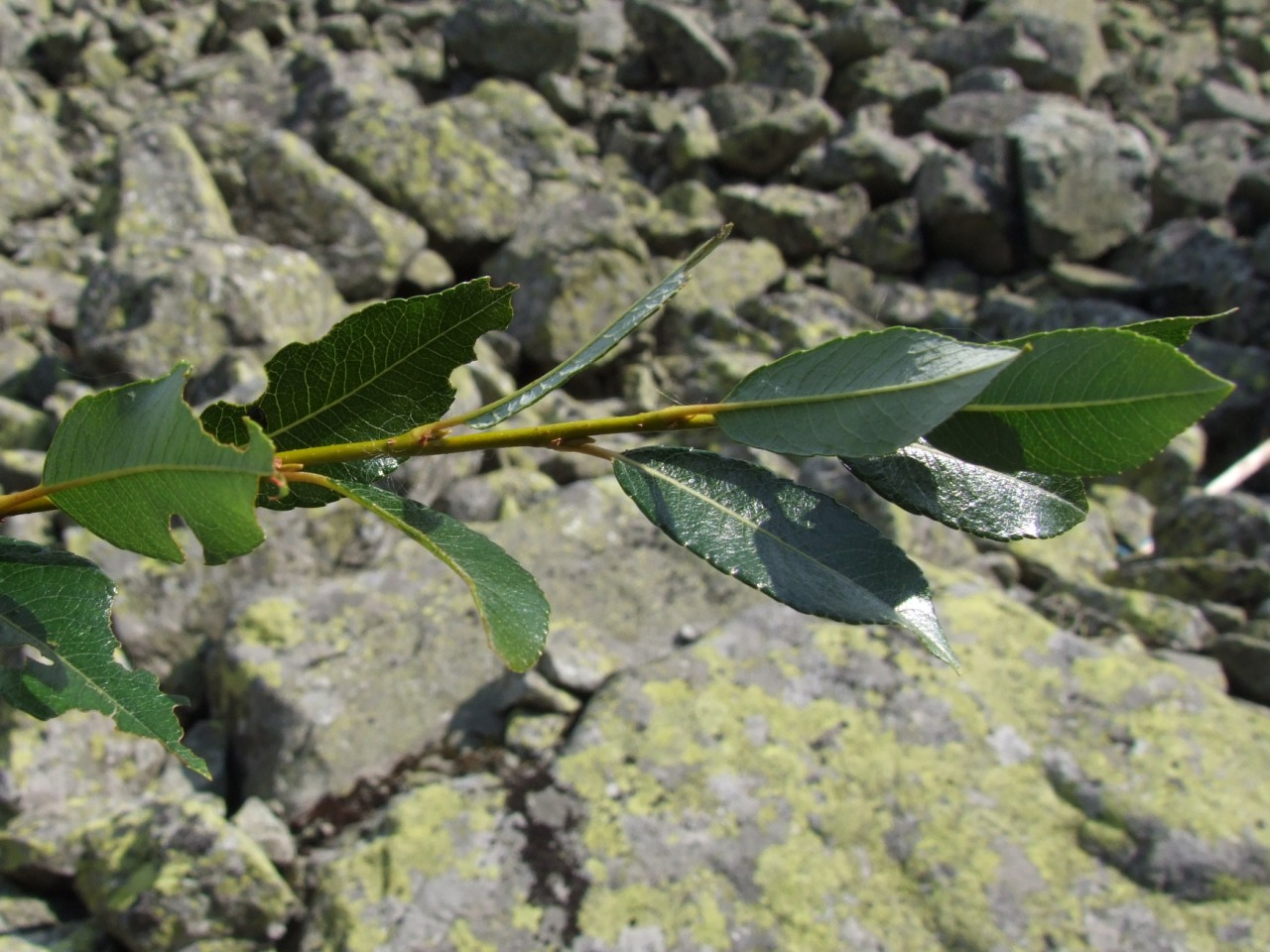
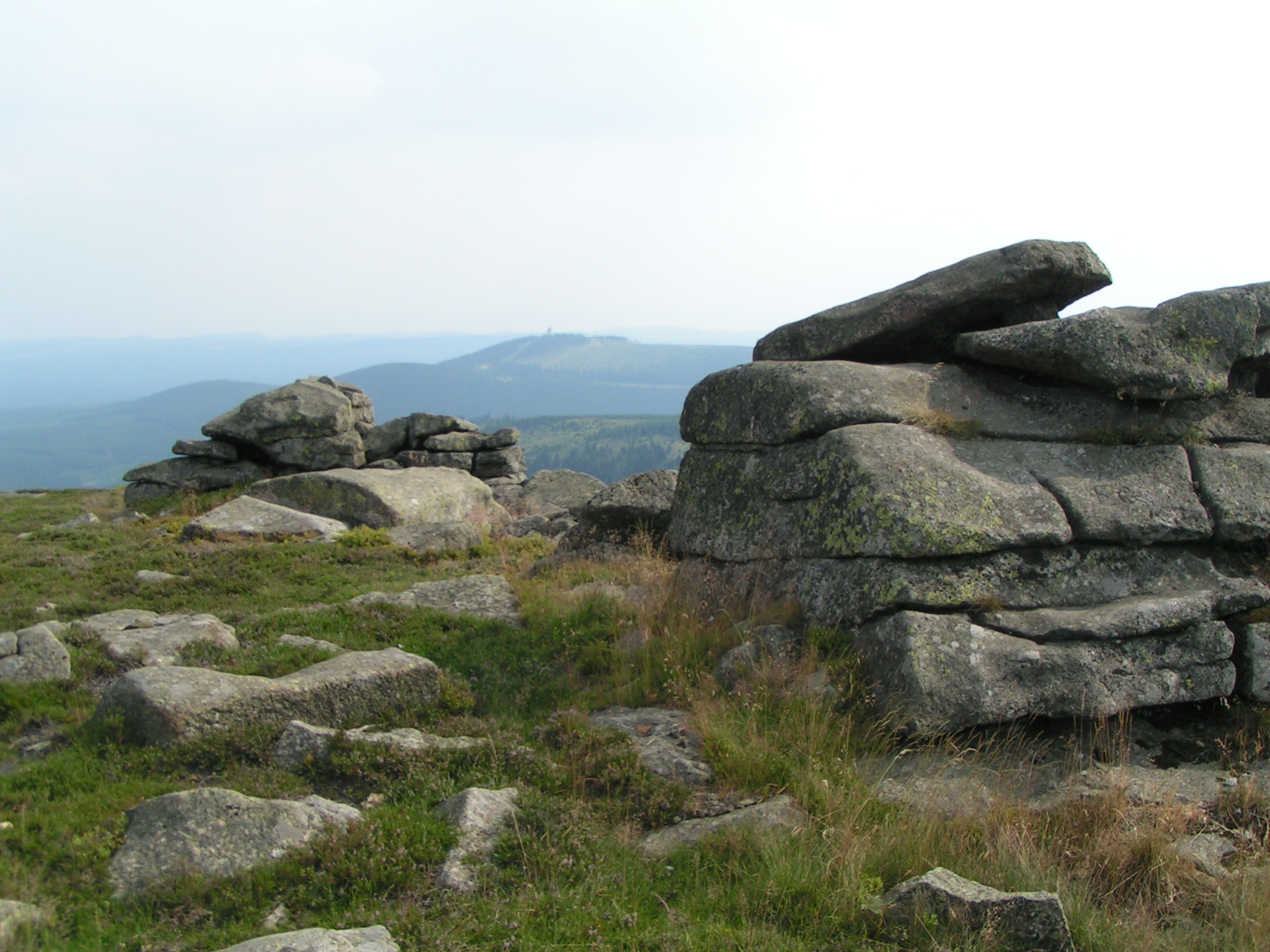
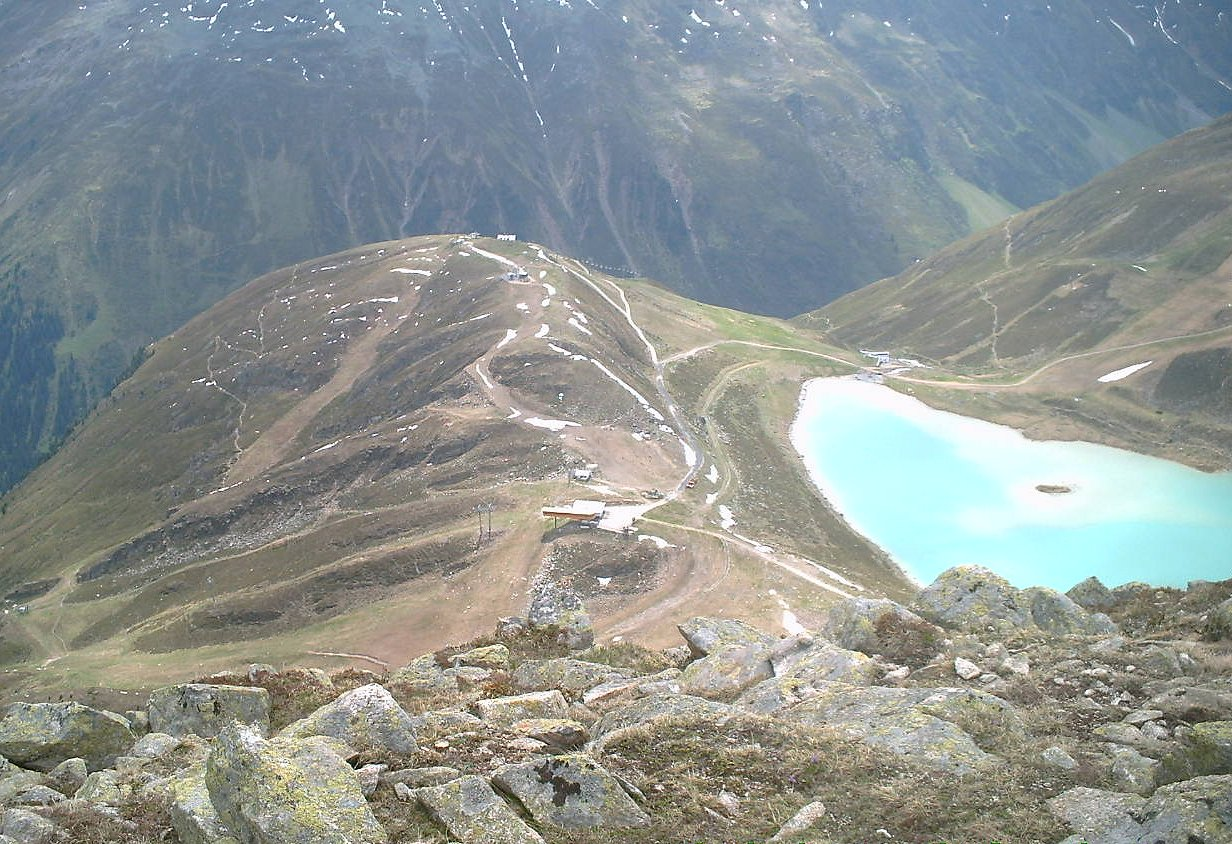
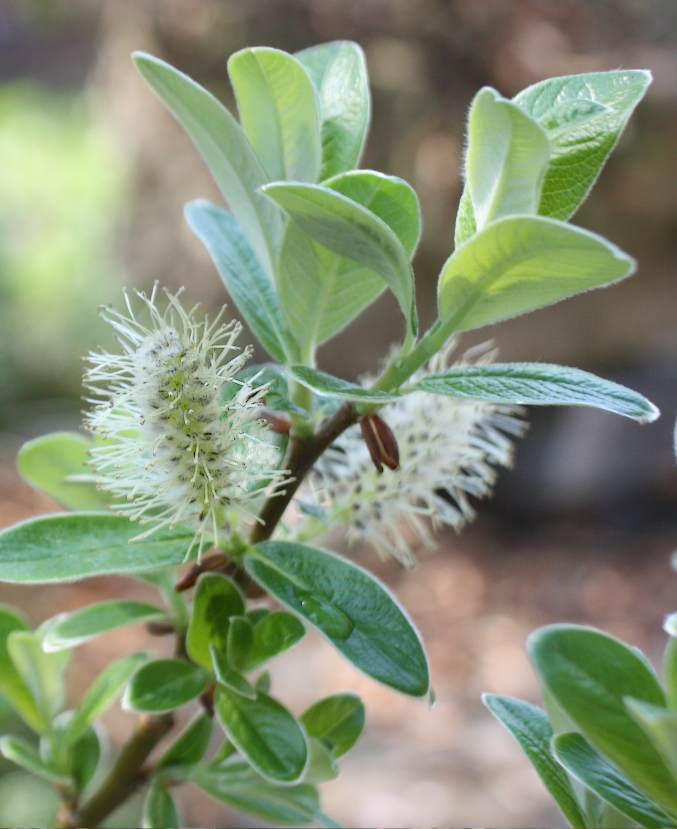
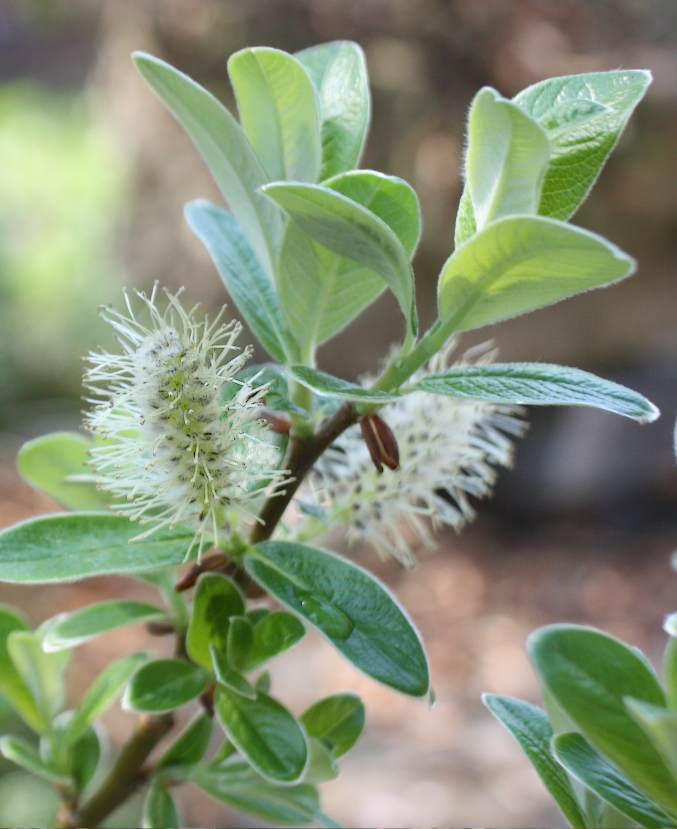